# Sophonia analhooka
Sophonia analhooka är en insektsart som beskrevs av Cai och Shen 1997. Sophonia analhooka ingår i släktet Sophonia och familjen dvärgstritar. Inga underarter finns listade i Catalogue of Life.